# Clémentine Célarié
Clémentine Célarié, född 12 oktober 1957 i Dakar, Franska Västafrika, är en fransk skådespelerska, sångerska och författare.

## Roller i urval
- 1985 – Le téléphone sonne toujours deux fois!!
- 1986 – Betty Blue - 37°2 på morgonen
- 1986 – La vie dissolue de Gérard Floque
- 1989 – Nocturne indien
- 1992 – Våldsamma nätter
- 1994 – Hjärtats rop
- 1995 – Les Misérables
- 2016 – I morgon börjar allt
- 2024 – GTmax